# Drosophila brunneicrus
Drosophila brunneicrus är en tvåvingeart som beskrevs av Elmo Hardy och Kenneth Y. Kaneshiro 2001. Drosophila brunneicrus ingår i släktet Drosophila och familjen daggflugor.
Artens utbredningsområde är Hawaii.